# Caterina Michela d'Asburgo
Caterina Michela di Spagna (in spagnolo Catalina Micaela de Austria; Madrid, 10 ottobre 1567 – Torino, 6 novembre 1597) è stata un'infanta di Spagna per nascita e duchessa di Savoia per matrimonio.

## Biografia

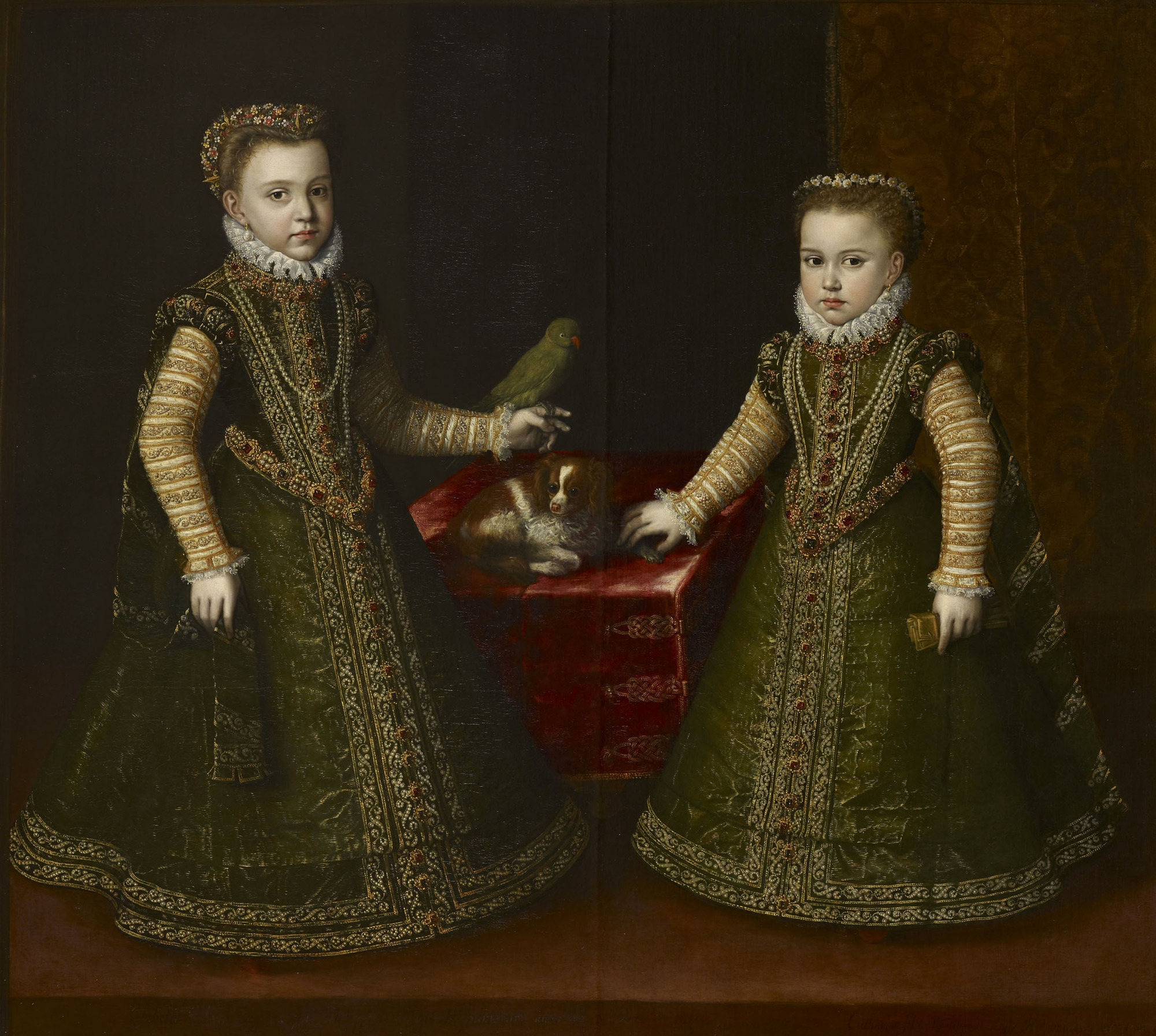
Sofonisba Anguissola, Infante Isabella Clara Eugenia e Caterina Michela, Museo del Prado, Madrid

Seconda figlia di re Filippo II di Spagna e della sua terza moglie Elisabetta di Valois, rimase orfana di madre ad appena un anno: Elisabetta morì nel 1568 a seguito di complicazioni seguite a un aborto. Caterina e la sua sorella maggiore, Isabella Clara Eugenia, vennero affidate alle cure della balia Maria de Messa. Era stata chiamata Caterina in onore della nonna materna, la regina di Francia Caterina de' Medici.
L'erede al trono di Spagna, Don Carlos, era morto anch'egli in quello stesso anno: per assicurarsi finalmente una discendenza maschile, Filippo sposò in quarte nozze la nipote Anna d'Austria, figlia dell'imperatore Massimiliano II e della sorella di Filippo, Maria di Spagna. Anna d'Austria si dimostrò affettuosa verso le due figliastre, che erano anche sue prime cugine, e nel 1578 diede al marito il tanto sospirato erede, il futuro Filippo III di Spagna, assicurando la successione al trono. La nascita del figlio maschio non turbò comunque lo stretto legame tra Filippo II e le sue due figlie dal matrimonio con l'amata Elisabetta di Valois, la favorita fra le sue consorti: il re, descritto come un uomo freddo e duro, in realtà era un padre affettuoso, come dimostrano le lettere che scriveva loro quando si trovava in viaggio.
Caterina Michela venne descritta come bella, intelligente, arrogante e ben consapevole del suo alto status sociale.

### Duchessa consorte di Savoia

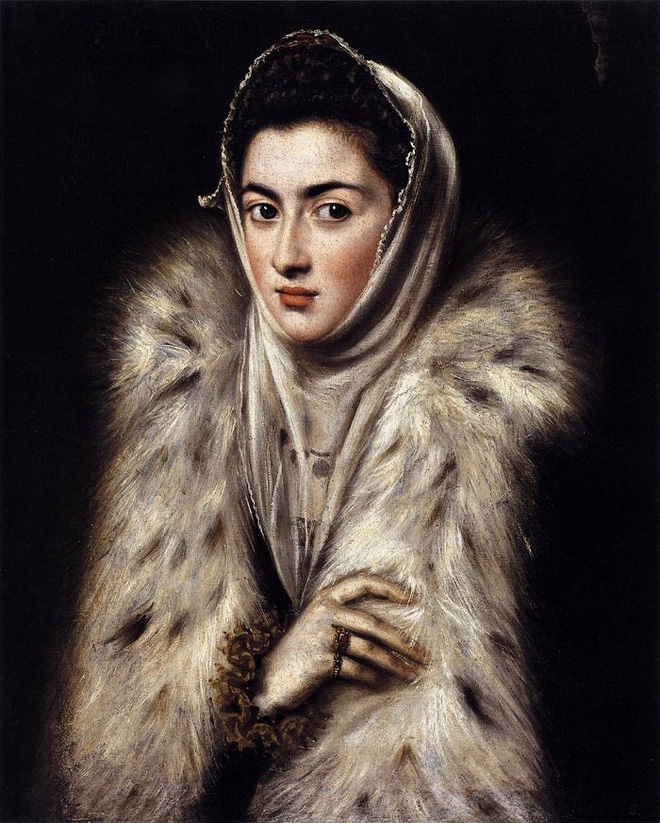
La dama dell’ermellino o Ritratto di Caterina Michela, Sofonisba Anguissola, Pollok House, Glasgow

Caterina Michela sposò il 18 marzo 1585 a Saragozza Carlo Emanuele I di Savoia. Carlo Emanuele I suggerì questa unione come un modo per ottenere il sostegno spagnolo per i suoi piani di espansione del ducato sulla costa dell'allora indebolita Francia.
Lasciò la residenza reale dell'Escorial; non avrebbe mai più rivisto il padre, ma mantenne sempre i contatti con lui via lettera. La coppia fece il suo ingresso a Torino il 10 agosto 1585.
Caterina Michela era inizialmente impopolare a causa della sua arroganza e dei tentativi di introdurre la pompa, la cerimonia e il modo di vestire spagnolo alla corte di Torino. Tuttavia, si guadagnò presto il rispetto per la sua abilità politica e diplomatica, che usava per difendere l'autonomia della Savoia contro la Spagna. Rifiutò l'offerta di installare una guarnigione spagnola a Torino da Milano. Si dice che abbia avuto una grande influenza sul marito. Fu reggente diverse volte durante l'assenza del duca in campagne militari, come durante la campagna di Lione nel 1594. Caterina Michela ha anche favorito la vita culturale in Savoia, fondato molti nuovi edifici, tra cui una galleria d'arte e invitato diversi artisti come Torquato Tasso, Gabriello Chiabrera, Giovan Battista Marino, Alessandro Tassoni e Giovanni Botero.

### Morte
Morì all'età di 30 anni il 6 novembre 1597, per le complicazioni seguite ad un parto prematuro, come la madre. Gli attuali capi di casa Savoia così come molti altri reali e principi d'Europa discendono da lei.

## Discendenza

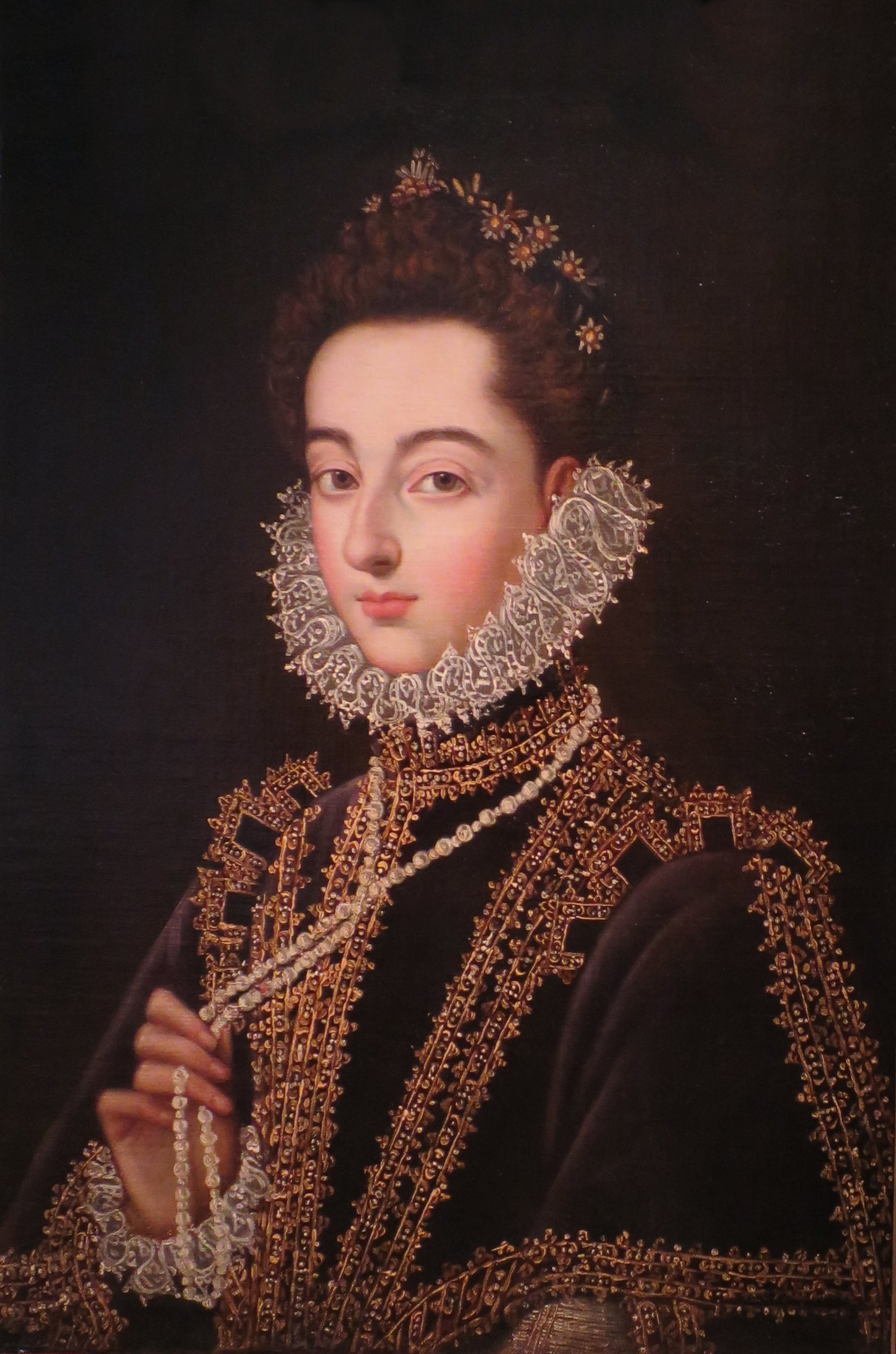
Ritratto dell'Infanta Caterina Michela, 1582-1585, Alonso Sanchez Coello, Museo dell'Ermitage

Caterina Michela e Carlo Emanuele I di Savoia ebbero dieci figli:
1. Filippo Emanuele (8 aprile 1586 - 9 febbraio 1605);
2. Vittorio Amedeo (8 maggio 1587 - 7 ottobre 1637), duca di Savoia;
3. Emanuele Filiberto (16 aprile 1588 - 4 agosto 1624), viceré di Sicilia;
4. Margherita (28 aprile 1589 - 26 giugno 1655), sposò Francesco IV Gonzaga;
5. Isabella (11 marzo 1591 - 22 agosto 1626), sposò Alfonso III d'Este;
6. Maurizio (10 gennaio 1593 - 4 ottobre 1657), cardinale;
7. Maria Apollonia (8 febbraio 1594 - 13 luglio 1656);
8. Francesca Caterina (6 ottobre 1595 - 20 ottobre 1640);
9. Tommaso Francesco (21 dicembre 1596 - 22 gennaio 1656), e capostipite del ramo cadetto dei principi di Carignano;
10. Giovanna (7 o 8 novembre 1597).  (La notizia arrivata a Roma il 10 novembre 1597 diceva che era nato un maschio e la madre morta di parto, in seguito dopo il 15 novembre arrivò la notizia che era stata invece abortita una femmina e che la madre era morta soffocata dal catarro)

## Ascendenza
|                            |                        |                                   | Genitori                           |  |  | Nonni |  |  | Bisnonni               |  |  | Trisnonni                |  |
|                            |                        |                                   |                                    |  |  |       |  |  | Filippo I di Castiglia |  |  | Massimiliano I d'Asburgo |  |
|                            |                        |                                   |                                    |  |  |       |  |  | Filippo I di Castiglia |  |  | Massimiliano I d'Asburgo |  |
|                            |                        | Maria di Borgogna                 |                                    |  |  |       |  |  | Filippo I di Castiglia |  |  |                          |  |
| Carlo V d'Asburgo          |                        |                                   |                                    |  |  |       |  |  | Filippo I di Castiglia |  |  |                          |  |
|                            |                        | Giovanna di Castiglia             | Ferdinando II d'Aragona            |  |  |       |  |  |                        |  |  |                          |  |
|                            |                        | Giovanna di Castiglia             | Ferdinando II d'Aragona            |  |  |       |  |  |                        |  |  |                          |  |
|                            |                        | Giovanna di Castiglia             | Isabella I di Castiglia            |  |  |       |  |  |                        |  |  |                          |  |
| Filippo II di Spagna       |                        | Giovanna di Castiglia             |                                    |  |  |       |  |  |                        |  |  |                          |  |
|                            |                        | Manuele I del Portogallo          | Ferdinando d'Aviz                  |  |  |       |  |  |                        |  |  |                          |  |
|                            |                        | Manuele I del Portogallo          | Ferdinando d'Aviz                  |  |  |       |  |  |                        |  |  |                          |  |
|                            |                        | Manuele I del Portogallo          | Beatrice d'Aviz                    |  |  |       |  |  |                        |  |  |                          |  |
| Isabella del Portogallo    |                        | Manuele I del Portogallo          |                                    |  |  |       |  |  |                        |  |  |                          |  |
|                            |                        | Maria d'Aragona                   | Ferdinando II d'Aragona            |  |  |       |  |  |                        |  |  |                          |  |
|                            |                        | Maria d'Aragona                   | Ferdinando II d'Aragona            |  |  |       |  |  |                        |  |  |                          |  |
|                            |                        | Maria d'Aragona                   | Isabella I di Castiglia            |  |  |       |  |  |                        |  |  |                          |  |
| Caterina Michela d'Asburgo |                        | Maria d'Aragona                   |                                    |  |  |       |  |  |                        |  |  |                          |  |
|                            | Francesco I di Francia | Carlo di Valois-Angoulême         |                                    |  |  |       |  |  |                        |  |  |                          |  |
|                            | Francesco I di Francia | Carlo di Valois-Angoulême         |                                    |  |  |       |  |  |                        |  |  |                          |  |
|                            | Francesco I di Francia | Luisa di Savoia                   |                                    |  |  |       |  |  |                        |  |  |                          |  |
| Enrico II di Francia       | Francesco I di Francia |                                   |                                    |  |  |       |  |  |                        |  |  |                          |  |
|                            |                        | Claudia di Francia                | Luigi XII di Francia               |  |  |       |  |  |                        |  |  |                          |  |
|                            |                        | Claudia di Francia                | Luigi XII di Francia               |  |  |       |  |  |                        |  |  |                          |  |
|                            |                        | Claudia di Francia                | Anna di Bretagna                   |  |  |       |  |  |                        |  |  |                          |  |
| Elisabetta di Valois       |                        | Claudia di Francia                |                                    |  |  |       |  |  |                        |  |  |                          |  |
|                            |                        | Lorenzo de' Medici duca di Urbino | Piero il Fatuo                     |  |  |       |  |  |                        |  |  |                          |  |
|                            |                        | Lorenzo de' Medici duca di Urbino | Piero il Fatuo                     |  |  |       |  |  |                        |  |  |                          |  |
|                            |                        | Lorenzo de' Medici duca di Urbino | Alfonsina Orsini                   |  |  |       |  |  |                        |  |  |                          |  |
| Caterina de' Medici        |                        | Lorenzo de' Medici duca di Urbino |                                    |  |  |       |  |  |                        |  |  |                          |  |
|                            |                        | Madeleine de la Tour d'Auvergne   | Giovanni III de La Tour d'Auvergne |  |  |       |  |  |                        |  |  |                          |  |
|                            |                        | Madeleine de la Tour d'Auvergne   | Giovanni III de La Tour d'Auvergne |  |  |       |  |  |                        |  |  |                          |  |
|                            |                        | Madeleine de la Tour d'Auvergne   | Giovanna di Borbone-Vendôme        |  |  |       |  |  |                        |  |  |                          |  |
|                            |                        | Madeleine de la Tour d'Auvergne   |                                    |  |  |       |  |  |                        |  |  |                          |  |